# Starzenie stopu
Starzenie stopu – obróbka cieplna, której poddawany jest wcześniej przesycony stop metali. Proces ten powoduje poprawę właściwości wytrzymałościowych i twardości oraz zmniejszenie plastyczności. Wyróżnia się starzenie naturalne (samorzutne) oraz przyspieszone (sztuczne).
Starzenie przyspieszone (sztuczne) polega na nagrzaniu stopu przesyconego do temperatury poniżej granicznej rozpuszczalności drugiego składnika, wygrzaniu w tej temperaturze i powolnym chłodzeniu. Podczas procesu z roztworu przesyconego wydziela się składnik znajdujący się w nadmiarze w postaci faz drobnodyspersyjnych. Jeżeli proces starzenia zachodzi w temperaturze pokojowej, to nosi nazwę starzenia samorzutnego lub naturalnego. 
Połączone procesy przesycania i starzenia określa się wspólną nazwą „utwardzanie wydzieleniowe”. Utwardzaniu wydzieleniowemu poddawane są stopy charakteryzujące się zmienną rozpuszczalnością jednego ze składników w stanie stałym i ma zastosowanie do umacniania metali nieżelaznych oraz stopowych stali austenitycznych i ferrytycznych.
Spadek twardości, zaobserwowany po przekroczeniu czasu lub temperatury procesu, nazywany jest przestarzeniem. Uzyskanie takiego efektu skutkuje utratą koherencji fazy wydzielonej z osnową stopu oraz koagulację wydzielonych cząstek.